# Elezione papale del 1130
L'elezione papale del 1130 ebbe luogo in seguito alla morte di papa Onorio II e si risolse con una duplice elezione: una parte dei cardinali, guidata dal cardinale cancelliere Aymery de la Châtre (italianizzato in Aimerico), elesse Gregorio Papareschi, che prese il nome di Innocenzo II, ma la rimanente parte dei cardinali ritenne illegittima l'elezione e procedette ad un'altra, eleggendo Pietro Pierleoni, che prese il nome di Anacleto II.

## Antefatti e cause
Dopo la precedente, turbolenta elezione di papa Onorio II, i conflitti fra le famiglie importanti romane continuarono. Essi riflettevano anche le posizioni pro o contro il Sacro Romano Impero, iniziato con il Concordato di Worms, che aveva posto fine alla lotta per le investiture. Molti cardinali, particolarmente quelli più anziani, ritenevano l'intesa raggiunta a Worms una rinuncia ai principi della cosiddetta Riforma gregoriana e tendevano a considerarla solo un espediente tattico. Essi sostenevano la tradizionale alleanza del papato con i Normanni del sud dell'Italia. Alcuni di essi erano legati agli antichi centri monastici del meridione italiano, come l'Abbazia di Montecassino. Uno dei principali esponenti di questa corrente era il cardinale Pietro Pierleoni, membro di una delle famiglie più potenti di Roma.
La corrente opposta era capeggiata dal cardinale Aymery de la Châtre, che era stato nominato cardinale e poi Cancelliere della Santa Sede poco dopo la firma del Concordato di Worms e che era uno dei principali artefici della nuova politica pontificia. Egli ed i suoi colleghi di corrente politica vedevano in questo compromesso una buona soluzione sia per la Chiesa che per l'Imperatore e non credevano nel vassallaggio dei Normanni nei confronti della Santa Sede, avendo quelli mostrato tendenze troppo espansionistiche. Inoltre essi erano alleati con la potente famiglia romana dei Frangipani, avversari della famiglia Pierleoni.
L'11 febbraio 1130 Aimerico convocò presso lo stesso monastero i cardinali dei quali riteneva di potersi fidare per preparare la nuova elezione. Il resto della Curia rispose invocando l'anatema su tutti coloro che si accingessero all'elezione prima della morte di Onorio, secondo il decreto In nomine Domini di papa Nicola II del 1059, che regolava le elezioni papali, e nominando una commissione di otto cardinali elettori, due cardinali vescovi più tre cardinali presbiteri e tre cardinali diaconi, in rappresentanza di ambo le parti, che avrebbero dovuto incontrarsi nella chiesa di Sant'Adriano solo dopo la sepoltura del Papa.
La scelta del luogo era stata fatta dai Pierleoni per evitare di essere alla mercé dei Frangipane in Sant'Andrea. In tutta risposta il cardinale cancelliere Aimerico inviò delle guardie a presidiare Sant'Adriano. I cardinali fedeli ai Pierleoni, si ritirarono allora nella chiesa di San Marco.

## Cardinali
Il Sacro Collegio contava nel febbraio 1130 probabilmente 42 o 43 cardinali. Pare che di questi non più di 36 o 37 fossero presenti a Roma alla morte di Onorio II:
| Elettore                                  | Paese                       | Corrente     | Titolo cardinalizio                                         | Ruolo | Nascita  | Concistoro |
| ----------------------------------------- | --------------------------- | ------------ | ----------------------------------------------------------- | --- | -------- | ---------- |
| Pietro Seniore                            | Stato Pontificio            | Anacleto     | Vescovo di Porto                                            | Decano del Sacro Collegio                                                                                      |          | 24/05/1116 |
| Guillaume Praenestinus                    | Regno di Francia            | Innocenzo    | Vescovo di Palestrina                                       | Membro della commissione                                                                                       |          | 17/12/1122 |
| Mathieu de Reims, O.S.B.Clun.             | Regno di Francia            | Innocenzo    | Vescovo di Albano                                           | Legato Pontificio nel Regno di Francia                                                                         |          | 22/09/1126 |
| Giovanni Vitale di Camaldoli, O.S.B.Cam.  |                             | Innocenzo    | Vescovo di Ostia                                            | Priore Generale emerito della Congregazione Camaldolense                                                       |          | 22/09/1126 |
| Corrado della Suburra, Can.Reg.Lat.       | Stato Pontificio            | Innocenzo    | Vescovo di Sabina                                           | Membro della commissione; futuro Papa Anastasio IV                                                             | 1073 ca. | 1113       |
| Bonifacio                                 | Stato Pontificio            | Anacleto     | cardinale presbitero di San Marco                           | Cardinale protopresbitero; Arciprete di Santa Romana Chiesa                                                    |          | 1114       |
| Gregorio de Ceccano                       | Stato Pontificio            | Anacleto     | cardinale presbitero dei Santi XII Apostoli                 | Futuro Antipapa Vittore IV                                                                                     | 1075 ca. | 1102       |
| Pietro Pierleoni, O.S.B.Clun.             | Stato Pontificio            | Anacleto     | cardinale presbitero di Santa Maria in Trastevere           | Legato pontificio in Francia emerito; Membro della commissione; eletto Papa con il nome di Anacleto II         | 1095     | 24/05/1116 |
| Pietro della Gherardesca                  | Repubblica di Pisa          | Anacleto     | cardinale presbitero di Santa Susanna                       | Canonista e Teologo, Segretario Papale emerito; Auditore del Sacro Palazzo; Membro della commissione           |          | 1112       |
| Desiderio                                 | Regno di Francia            | Anacleto     | cardinale presbitero di Santa Prassede                      | |          | 1105       |
| Giovanni da Crema                         | Ducato di Lombardia         | Innocenzo    | cardinale presbitero di San Crisogono                       | Legato in Scozia e Inghilterra emerito                                                                         | 1070 ca. | 1117       |
| Sasso dei conti di Segni                  | Stato Pontificio            | Anacleto     | cardinale presbitero di Santo Stefano al Monte Celio        | Segretario papale                                                                                              | 1060 ca. | 1117       |
| Crescenzio di Anagni, O.S.B.              | Stato Pontificio            | Anacleto     | cardinale presbitero dei Santi Marcellino e Pietro          | Segretario papale                                                                                              |          | 1112       |
| Sigizzone Bianchelli iuniore              |                             | Anacleto     | cardinale presbitero di San Sisto                           | Vice-Cancelliere di Santa Romana Chiesa                                                                        |          | 1117       |
| Pietro Ruffo                              |                             | Innocenzo    | Cardinale presbitero dei Santi Silvestro e Martino ai Monti | Membro della commissione; nipote di Pasquale II                                                                |          | 10/03/1118 |
| Pierre de Fontaine                        | Regno di Francia            | Anacleto     | cardinale presbitero di San Marcello                        | | 1070 ca. | 1117       |
| Gerardo Caccianemici dell'Orso, C.R.SanF. | Bologna                     | Innocenzo    | cardinale presbitero di Santa Croce in Gerusalemme          | Legato pontificio in Germania; Futuro Papa Lucio II                                                            |          | 17/12/1122 |
| Matteo                                    | Stato Pontificio            | Anacleto     | cardinale presbitero di San Pietro in Vincoli               | |          | 17/12/1122 |
| Cosma                                     | Ducato di Lombardia         | Anacleto     | cardinale presbitero di Santa Sabina                        | Alcune fonti lo identificano erroneamente con il Cardinale diacono di Santa Maria in Aquiro Cosma (1116–1126). |          | 1088       |
| Gregorio                                  |                             | Anacleto     | cardinale presbitero di Santa Balbina                       | |          | 1125       |
| Alderico Tomacelli                        | Repubblica di Genova        | Anacleto     | cardinale presbitero dei Santi Giovanni e Paolo             | |          | 1125       |
| Pietro Cariaceno                          | Bologna                     | Innocenzo    | cardinale presbitero di Sant'Anastasia                      | |          | 1125       |
| Anselmo, Can.Reg.                         |                             | Innocenzo    | cardinale presbitero di San Lorenzo in Lucina               | |          | 1126       |
| Ugo Lectifredo                            |                             | Anacleto     | cardinale presbitero di San Vitale                          | |          | 1123       |
| Joselmo                                   |                             | Innocenzo    | Cardinale presbitero di Santa Cecilia                       | |          | 12/1128    |
| Errico                                    |                             | Anacleto     | cardinale presbitero di San Prisca                          | Alcune fonti indicano che egli fu nominato dall'Antipapa Anacleto II                                           |          | 1129       |
| Gregorio, O.S.B.                          |                             | Anacleto     | Cardinale diacono di Sant'Eustachio                         | Abate di Ss. Andrea e Gregorio in clivo Scauri                                                                 |          | 1099       |
| Gregorio Papareschi, C.R.Lat.             | Stato Pontificio            | Innocenzo    | Cardinale diacono di Sant'Angelo in Pescheria               | Arcidiacono di S.R.E.; Membro della commissione; eletto papa con il nome di Innocenzo II (1130–43)             | 1080 ca. | 24/05/1116 |
| Romano                                    | Stato Pontificio            | Innocenzo    | Cardinale diacono di San Maria in Portico Octaviae          | |          | 1118       |
| Gionata                                   |                             | Anacleto     | Cardinale diacono dei Santi Cosma e Damiano                 | Membro della commissione                                                                                       |          | 12/1120    |
| Angelo                                    |                             | Anacleto     | Cardinale diacono di Santa Maria in Domnica                 | |          | 17/12/1122 |
| Giovanni Dauferio, O.S.B. Cas.            | Ducato di Puglia e Calabria | Anacleto     | Cardinale diacono di San Nicola in Carcere                  | |          | 17/12/1122 |
| Gregorio Tarquini                         | Stato Pontificio            | Innocenzo    | Cardinale diacono dei Santi Sergio e Bacco                  | |          | 17/12/1122 |
| Aymery de la Châtre, C.R.San.M.R.         | Ducato di Borgogna          | Innocenzo    | Cardinale diacono di Santa Maria Nuova                      | Cancelliere di Santa Romana Chiesa; Bibliotecario apostolico; Membro della commissione                         | 1085 ca. | 12/1120    |
| Stefano Stornato                          | Repubblica di Venezia       | Anacleto (?) | Cardinale diacono di San Lucia in Orpha                     | |          | 1125       |
| Alberto Teodoli                           | Repubblica di Firenze       | Innocenzo    | Cardinale diacono di San Teodoro                            | |          | 23/09/1126 |
| Guido Guelfucci del Castello              | Città di Castello           | Innocenzo    | Cardinale diacono di Santa Maria in Via Lata                | Futuro Papa Celestino II (1143–44)                                                                             | 1085 ca. | 12/1127    |

Probabilmente sei cardinali erano assenti da Roma:
| Elettore                                 | Paese                       | Corrente  | Titolo cardinalizio                              | Ruolo                                                                 | Nascita  | Concistoro |
| ---------------------------------------- | --------------------------- | --------- | ------------------------------------------------ | --------------------------------------------------------------------- | -------- | ---------- |
| Gilles de Paris, O.S.B.Clun.             | Regno di Francia            | Anacleto  | Vescovo di Frascati                              | Legato pontificio nei domini crociati in Siria e Palestina (Outremer) | 1090 ca. | 12/1121    |
| Guido                                    |                             | Innocenzo | Vescovo di Tivoli                                |                                                                       |          | 1124       |
| Amico, O.S.B.Cas.                        |                             | Anacleto  | cardinale presbitero dei Santi Nereo ed Achilleo | Abate di San Vincenzo al Volturno presso Capua                        |          | 1099       |
| Uberto Rossi Lanfranchi                  | Repubblica di Pisa          | Innocenzo | cardinale presbitero di San Clemente             | Legato pontificio in Spagna; futuro arcivescovo di Pisa (1133–37)     |          | 17/12/1122 |
| Rusticus dei Rustici                     | Stato Pontificio            | Innocenzo | Cardinale presbitero di San Ciriaco              | Arciprete della Basilica Vaticana; Legato pontificio in Nord Italia   |          | 1128       |
| Oderisio dei Conti di Sangro, O.S.B.Cas. | Ducato di Puglia e Calabria | Anacleto  | Cardinale diacono di Sant'Agata                  | Già Abate di Montecassino (1123–26)                                   |          | 1111       |

## Preparazione dell'elezione
Numericamente le due correnti nelle quali era diviso il Sacro Collegio si equivalevano quasi. Il partito che faceva capo ad Aimerico contava 19 cardinali, mentre i suoi oppositori erano 24 (23, se si esclude Enrico di Santa Prisca), ma il partito del Cancelliere era certo meglio organizzato.
Uno degli aspetti innegabili della divisione è che gli anacletani erano principalmente i cardinali più anziani, veterani della lotta per le investiture, creati o da papa Pasquale II o all'inizio del pontificato di Callisto II, mentre i favorevoli ad Innocenzo II erano stati creati cardinali dopo il Concordato di Worms (1122), che aveva concluso la pace con l'Imperatore. Su diciannove cardinali creati prima del 1122, solo cinque sostenevano Aimerico, mentre su ventiquattro creati dopo quella data scelsero il partito del Cancelliere in quattordici. Gli altri possibili motivi per una così radicale tensione all'interno del Sacro Collegio (es. divisioni fra nazioni, legami con centri di spiritualità diversi) sono stati ampiamente discussi dagli storici, senza che tuttavia si potesse giungere ad una spiegazione finale soddisfacente.
Nella commissione eletta nell'ambito del Sacro Collegio, la corrente di Aimerico contava cinque membri su otto. Ciò era dovuto al metodo utilizzato per l'elezione dei componenti: ciascuno dei tre ordini cardinalizi doveva eleggere due suoi rappresentanti. Sebbene i seguaci di Aimerico fossero, nel complesso dell'intero Collegio, in minoranza, essi avevano la maggioranza in due ordini, quello dei cardinali vescovi e quello dei cardinali diaconi, mentre gli oppositori erano prevalentemente concentrati fra i cardinali presbiteri Quindi all'interno della commissione ristretta incaricata di scegliere il nuovo pontefice, la corrente del cancelliere aveva acquisito la maggioranza del corpo elettorale.

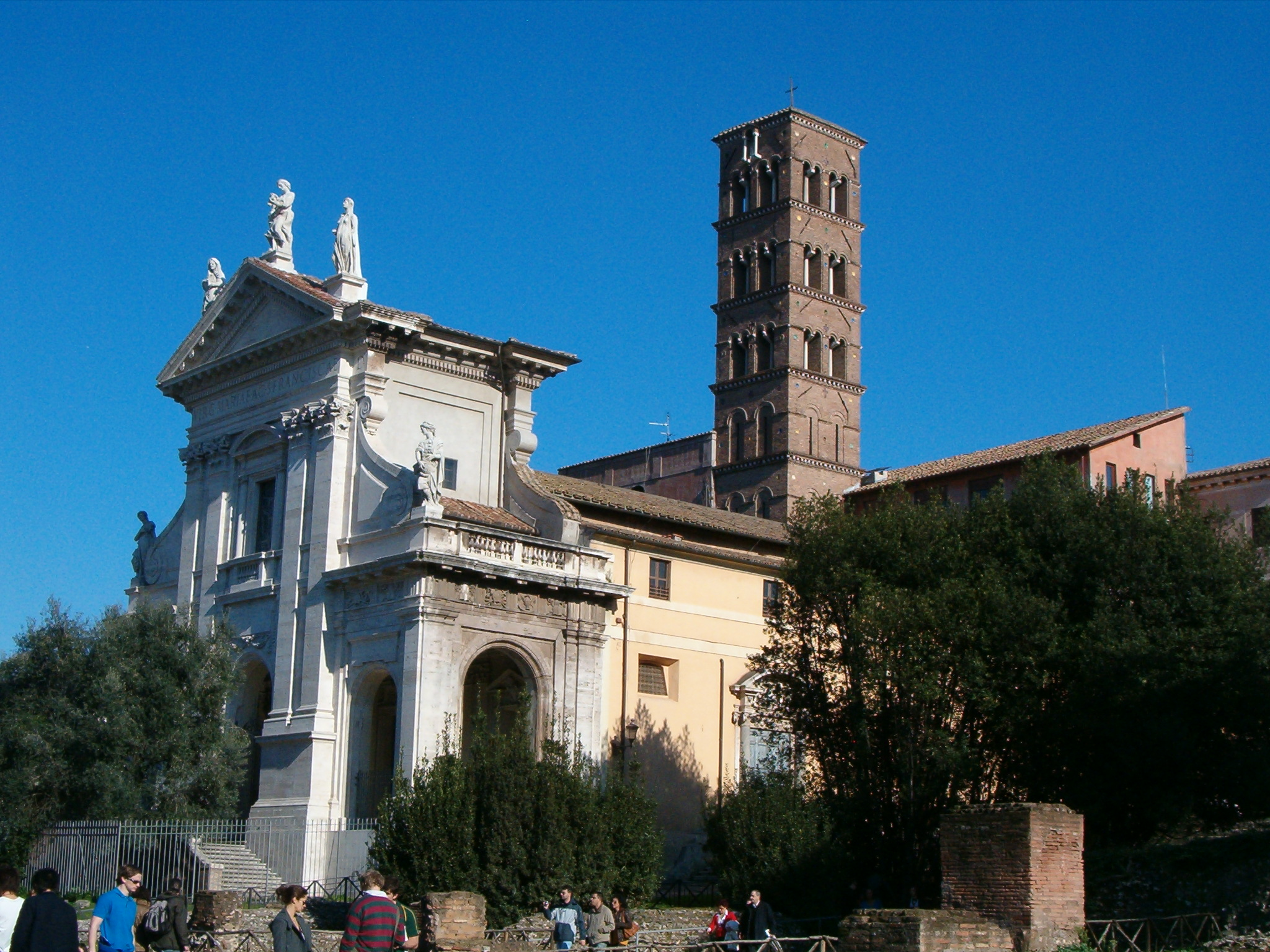
La chiesa di San Maria Nuova (oggi Santa Francesca Romana), diaconia di cui era titolare il cancelliere Aimerico, e luogo della consacrazione di papa Innocenzo II.

I seguenti cardinali furono eletti nella commissione (gli oppositori di Aimerico sono indicato con un *):
- Cardinali vescovi (due aderenti alla corrente di Aimerico)
  - Guglielmo, vescovo di Palestrina
  - Corrado della Suburra, vescovo di Sabina
- Cardinali presbiteri (due avversari ed un membro della corrente di Aimerico)
  - Pietro Pierleoni, O.S.B.Clun., cardinale di Santa Maria in Trastevere *
  - Pietro Pisano, cardinale di Santa Susanna *
  - Pietro Ruffino, cardinale dei Santi Silvestro e Martino
- Cardinali diaconi (due aderenti alla corrente di Aimerico ed un oppositore)
  - Gregorio Papareschi, C.R.L., cardinale di Sant'Angelo in Pescheria
  - Aymery de la Chatre, C.R. SanM.R., cardinale di Santa Maria Nuova e Cancelliere della Santa Sede
  - Gionata, cardinale dei Santi Cosma e Damiano *

## Decesso di Onorio II ed elezione di Innocenzo II
Onorio II morì nel monastero romano di San Gregorio nella notte fra il 13 ed il 14 febbraio del 1130, dopo una lunga malattia. Il cardinale Aimerico organizzò un frettoloso funerale sul luogo e convocò immediatamente i membri della commissione cardinalizia presso il monastero per procedere alla elezione del successore. Ma i cardinali Pierleoni e Gionata, rendendosi conto che la commissione avrebbe certamente eletto un sostenitore del cancelliere, si ritirarono dalla commissione, sperando che la mancanza del quorum avrebbe impedito a questa di operare, ma Aimerico ignorò questa circostanza e riunì la commissione anche con soli sei membri. Nonostante le proteste del cardinale Pietro Pisano, che era un dotto canonista, la commissione elesse uno dei suoi membri, il cardinale Gregorio Papareschi, cardinale diacono di Sant'Angelo in Pescheria, che accettò la nomina e prese il nome di Innocenzo II. Egli venne intronato nella Basilica lateranense il 14 febbraio, di prima mattina. La sua elezione venne subito riconosciuta da sei altri cardinali: due cardinali vescovi (Giovanni di Ostia e Mathieu di Albano), quattro cardinali presbiteri (Joselmo di Santa Cecilia, Giovanni di San Crisogono, ma l'identità del quarto è incerta: molto probabilmente si trattava di Gerardo di Santa Croce). In breve tempo ad essi si aggiunsero otto nuovi cardinali.

## L'elezione di Anacleto II

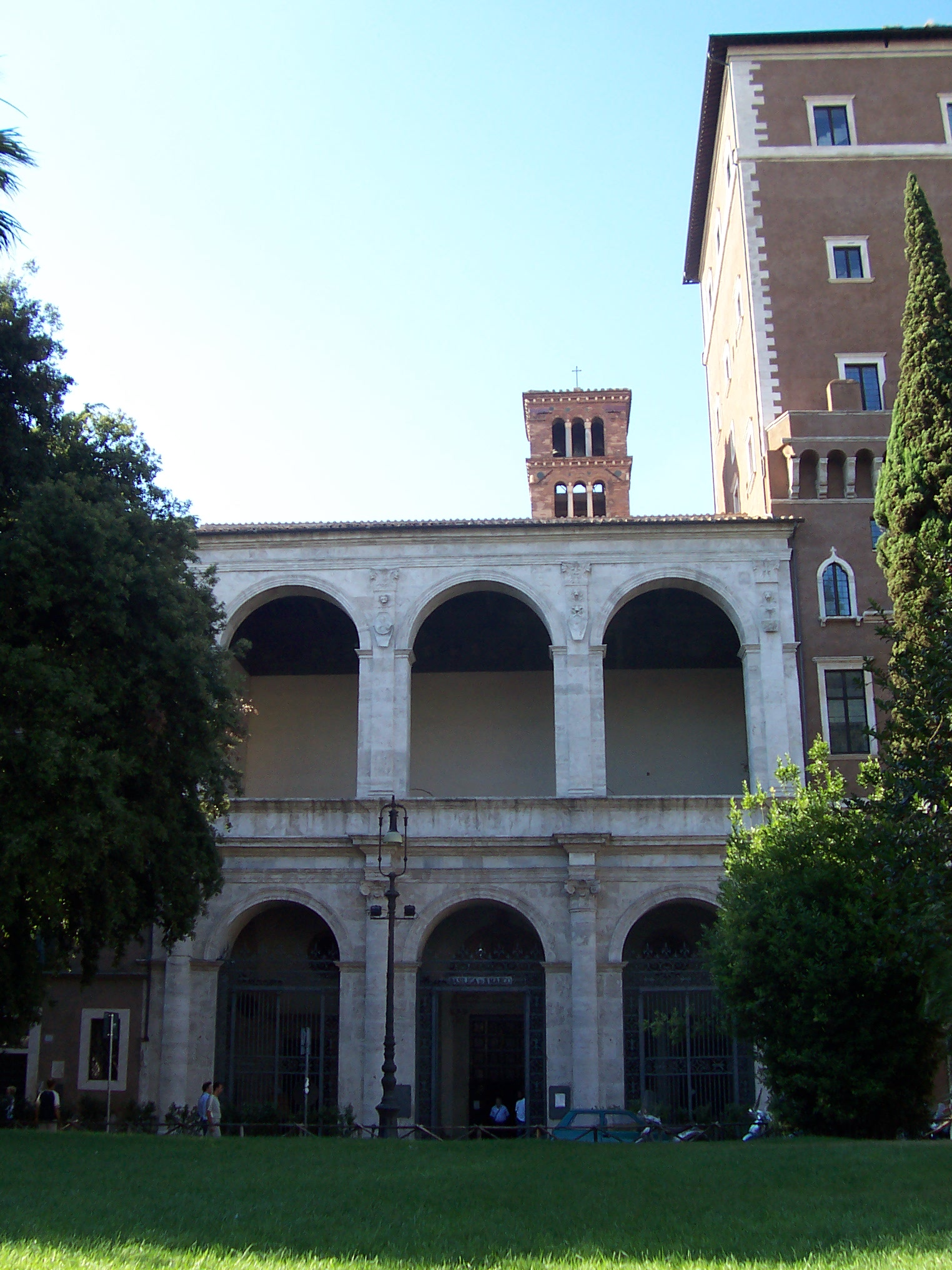
Basilica di San Marco, ove fu eletto Anacleto II.

La maggioranza dei cardinali allora componenti il Sacro Collegio, influenzati dal cardinal Pisano, dotto canonista, che dichiarò invalida l'elezione del cardinal Papareschi al Soglio Pontificio, non riconobbero quest'ultimo come legittimo pontefice. La mattina del 14 febbraio i cardinali avversari di Aimerico si riunirono sotto la guida di Pietro Pierleoni nella basilica di San Marco Evangelista al Campidoglio per eleggere il "loro" successore di Onorio II. Inizialmente il cardinale Pierleoni propose il nome del Decano del Sacro Collegio, cardinale Pietro Seniore, vescovo di Porto, ma questi rifiutò di accettare la nomina. Allora i cardinali ivi riuniti elessero all'unanimità lo stesso Pierleoni, che accettò e prese il nome di Anacleto II.
Non si sa quanti cardinali abbiano eletto Anacleto II. Il decreto che proclamava la sua elezione, emesso quello stesso giorno, venne sottoscritto da 14 cardinali:
- Cardinali vescovi: Pietro Seniore di Porto,
- Cardinali presbiteri: Gregorio di Ceccano dei Santi XII Apostoli, Saxo di Santo Stefano, Pietro di San Marcello, Comes di Santa Sabina, Gregorio di Santa Balbina, Crescenzio dei Santi Marcellino e Pietro, Lectifredo di San Vitale, Pietro Pisano di Santa Susanna, Matteo di San Pietro in Vincoli ed Enrico di Santa Prisca,
- Cardinali diaconi: Gregorio di Sant'Eustachio, Gionata dei Santi Cosma e Damiano ed Angelo di Santa Maria in Domnica.

Non si sa se i rimanenti cinque cardinali, seguaci del Pierleoni, che si ritiene fossero presenti a Roma, abbiano partecipato alle operazioni di voto. Non vi è dubbio comunque che il clero minore di Roma sia stato rappresentato in questa elezione. Il decreto elettorale di Anacleto II porta le firme di alcuni di essi, compreso il suddiacono Gregorio, primicerius scholae cantorum, che venne nominato cardinale-diacono di Santa Maria in Aquiro il 21 febbraio successivo e and Rainiero, arciprete della Basilica Liberiana.

## Divisione del Collegio dei Cardinali
La duplice elezione ebbe come conseguenza la spaccatura del Sacro Collegio in due parti, la cui composizione può essere descritta come segue:
- Il Liber Pontificalis cita i nomi di 16 cardinali che sostennero Innocenzo II fin dall'inizio.[33] Ad essi si devono aggiungere altri due cardinali, Guido di Tivoli e Rustico di San Ciriaco, il cui atteggiamento è attestato dal fatto che essi sottoscrissero le bolle di Innocenzo II.[34]
- L'obbedienza di Anacleto II può essere ricostruita basandosi sulla lettera indirizzata al re di Germania Lotario II dai suoi cardinali subito dopo l'incoronazione dello stesso Anacleto.[35] La lettera risulta sottoscritta da 27 cardinali, compresi i cinque appena creati da Anacleto II il 21 febbraio, un venerdì delle Quattro tempora.[36] Ad essi va aggiunto il cardinale Oderisio di Sant'Agata, che successivamente sottoscrisse le bolle di Anacleto II.[37]

Quindi, all'inizio dello scisma, 18 cardinali appartenevano al Collegio di Innocenzo II e 28 a quello di Anacleto II. I cardinali seguaci di Innocenzo, che non sono citati nel Liber Pontificalis, e quelli dell'obbedienza di Anacleto, che non firmarono la lettera a re Lotario, sono segnati con una †.
| Obbedienza di Innocenzo II | Obbedienza di Anacleto II |
| --- | --- |
| 1. Guillaume, vescovo di Palestrina 2. Giovanni di Camaldoli, O.S.B.Cam., cardinale vescovo di Ostia 3. Matthieu, O.S.B.Clun., cardianale vescovo di Albano 4. Corrado della Suburra, cardinale vescovo di Sabina 5. Guido, cardinale vescovo di Tivoli † 6. Giovanni Cremense, cardinale presbitero di San Crisogono 7. Pietro Ruffino, cardinale presbitero dei Santi Silvestro e Martino 8. Gerardo Caccianemici, C.R.S.F., cardinale presbitero di Santa Croce in Gerusalemme 9. Uberto Lanfranchi, cardinale presbitero di San Clemente 10. Pierre, cardinale presbitero di Sant'Anastasia 11. Anselmo, cardinale presbitero di San Lorenzo in Lucina 12. Joselmo, cardinale presbitero di Santa Cecilia 13. Rustico, cardinale presbitero di San Ciriaco † 14. Romano, Cardinale diacono di Santa Maria in Portico 15. Gregorio Tarquini, Cardinale diacono dei Santi Sergio e Bacco 16. Aimerico, C.R.S.M.R., Cardinale diacono di Santa Maria Nuova 17. Alberto Teodoli, cardinale diacono di San Teodoro 18. Guido del Castello, cardinale diacono di Santa Maria in Via Lata | 1. Pietro Seniore, cardinale vescovo di Porto 2. Gilles de Paris, O.S.B. Cluny, cardinale vescovo di Tusculum 3. Bonifazio, cardinale presbitero di San Marco 4. Gregorio de Ceccano, cardinale presbitero di Santi XII Apostoli 5. Cosma, cardinale presbitero di Santa Sabina 6. Pietro Pisano, cardinale presbitero di Santa Susanna 7. Desiderio, cardinale presbitero di Santa Prassede 8. Amico, O.S.B. Cas., cardinale presbitero dei Santi Nereo ed Achilleo 9. Sasso di Anagni, cardinale presbitero di Santo Stefano al Monte Celio 10. Sigizo, cardinale presbitero di San Sisto 11. Crescenzio di Anagni, cardinale presbitero dei Santi Marcellino e Pietro 12. Pietro, cardinale presbitero di San Marcello 13. Matteo, cardinale presbitero di San Pietro in Vincoli 14. Gregorio, cardinale presbitero di Santa Balbina 15. Alderico, cardinale presbitero dei Santi Giovanni e Paolo 16. Lectifredo, cardinale presbitero di San Vitale 17. Enrico, cardinale presbitero di Santa Prisca 18. Gregorio, O.S.B., cardinale diacono di Sant'Eustachio 19. Oderisio di Sangro, O.S.B. Cas., Cardinale diacono di Sant'Agata † 20. Gionata, cardinale diacono dei Santi Cosma e Damiano (nominato cardinale presbitero di Santa Maria in Trastevere il 21 febbraio) 21. Angelo, Cardinale diacono di Santa Maria in Domnica 22. Giovanni Dauferio, Cardinale diacono di San Nicola in Carcere (nominato cardinale presbitero di Santa Pudenziana probabilmente il 22 marzo) 23. Stefano Stornato, Cardinale diacono di Santa Lucia in Silice (nominato cardinale presbitero di San Lorenzo in Damaso il 21 febbraio) Nuovi cardinali nominati il 21 febbraio 1130: 1. Pietro, cardinale presbitero di Sant'Eusebio 2. Gregorio, Cardinale diacono di Santa Maria in Aquiro 3. Hermann, Cardinale diacono di Sant'Angelo in Pescheria 4. Silvio, Cardinale diacono di Santa Lucia in Septisolio 5. Romano, Cardinale diacono di Sant'Adriano |

Stefano Stornato si adeguò all'obbedienza di Innocenzo II non più tardi del 1132; Lectifredo di San Vitale e Giovanni Dauferio fece lo stesso nel 1133, Pietro Pisano nel 1137, e Desiderio di Santa Prassede poco prima della fine dello scisma nel 1138. Pare che verso il 1135 Conti di Santa Sabina abbia anche lui abbandonato Anacleto II.

## Conseguenze: lo scisma

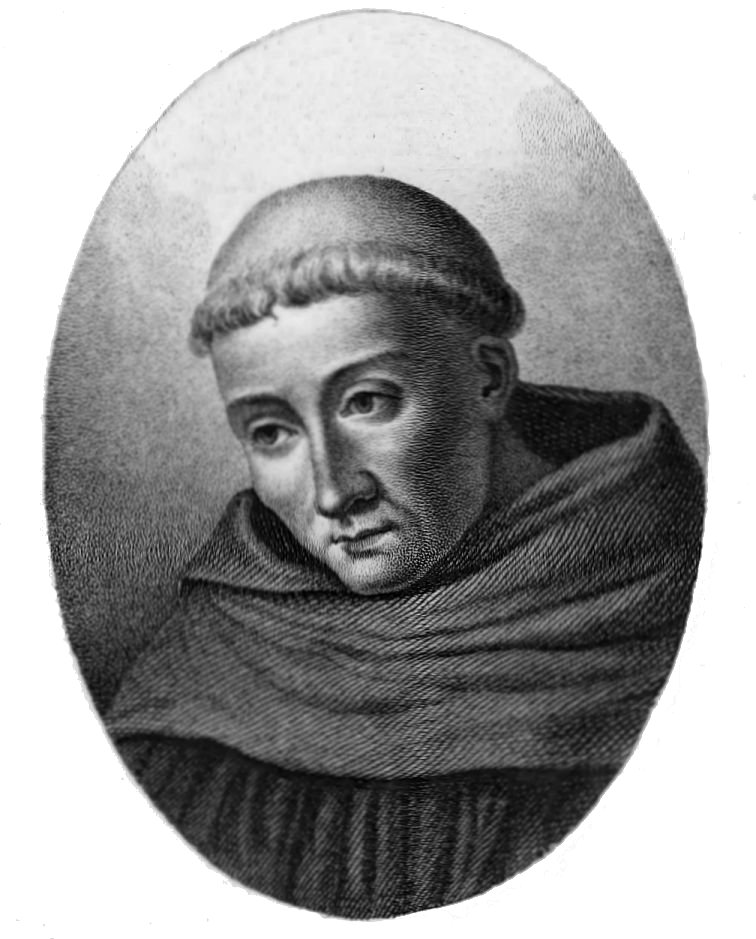
Bernardo di Chiaravalle, principale artifice della vittoria di Innocenzo II nello scisma conseguente il conclave del 1130

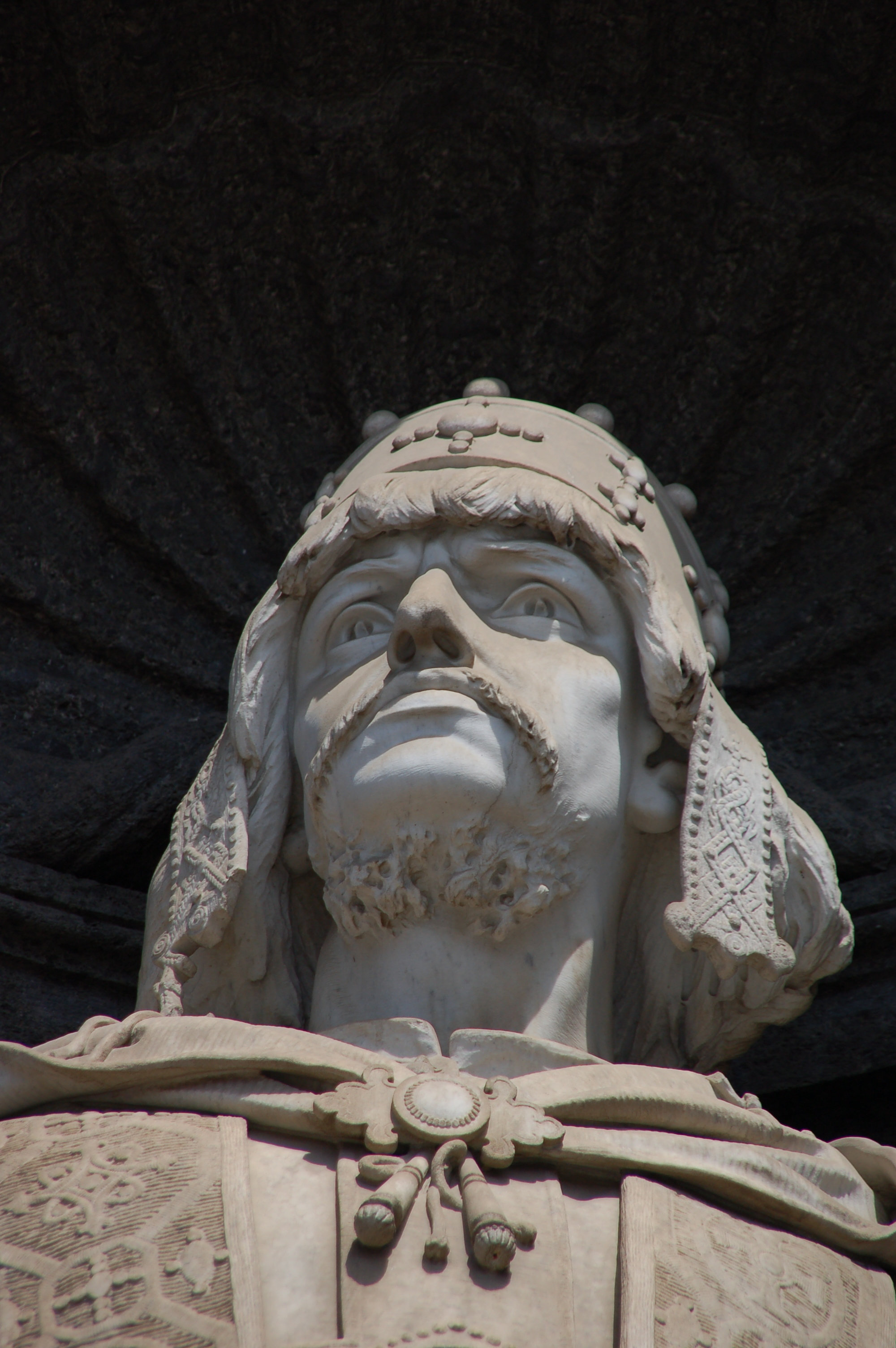
Ruggero II, principale alleato di Anacleto II, divenne re di Sicilia in cambio del suo sostegno

Entrambi i papi furono consacrati ed incoronati nel medesimo giorno, il 23 febbraio. Innocenzo II ricevette la consacrazione episcopale dal cardinale Giovanni di Ostia nella chiesa di Santa Maria Nova, chiesa titolare della diaconia del cancelliere Aimerico. Anacleto II venne consacrato dal cardinale Pietro di Porto nella Basilica Vaticana, il che significa che Anacleto fu avvantaggiato nella città fin dall'inizio. Quasi tutta l'aristocrazia romana (con la significativa eccezione della famiglia Frangipani), la maggioranza del basso clero ed il popolo di Roma riconobbero come papa Anacleto II e in maggio Innocenzo II dovette riparare in Francia. Dopo questa defezione anche i Frangipani si sottomisero ad Anacleto.
In Francia però Innocenzo II trovò un forte alleato in Bernardo di Chiaravalle. Sotto l'influenza di Bernardo, quasi tutti i monarchi ed i vescovi europei riconobbero come papa l'esule Innocenzo II.
Anacleto II, nonostante controllasse Roma ed il Patrimonio di San Pietro, trovò sostegno solo dai Normanni del sud dell'Italia, dalla Scozia, dall'Aquitania e da alcune città del nord Italia (fra le quali Milano). e probabilmente anche dalla Polonia.
Entrambe le elezioni erano state irregolari poiché contrarie alle norme stabilite con il decreto di papa Niccolò II del 1059 In nomine Domini, ma entrambe le parti difendevano la legalità dei rispettivi pontefici.
I seguaci di Anacleto sostenevano che egli era stato eletto dalla maggioranza dei cardinali, dal basso clero e dal popolo di Roma. I partigiani di Innocenzo II replicavano che questi era stato eletto dalla maggioranza dei cardinali vescovi, che secondo il decreto di papa Niccolò II In Nomine Domini dovevano avere un ruolo preminente nelle elezioni dei papi. I loro avversari rispondevano con un'altra versione del decreto (falsa, ma molto popolare a quei tempi), che stabiliva che il papa veniva eletto dai cardinali (intendendo cardinali presbiteri e cardinali diaconi), mentre i cardinali vescovi potevano esprimere solo approvazione o disapprovazione. Entrambe le parti utilizzavano per analogia la regola benedettina, la quale stabiliva che in caso di doppia elezione di un abate, quella valida era quella compiuta dalla parte più "sana" (sanior pars) degli elettori, ma non vi era alcun consenso su che cosa si dovesse intendere in questo caso come «parte più sana del Sacro Collegio».
Decisivi per il verdetto circa la legittimità dei due pontificati non furono gli argomenti giuridici, ma l'atteggiamento del mondo cattolico, che riconobbe quasi universalmente Innocenzo II. I suoi sostenitori più importanti furono Bernardo di Chiaravalle, abate di Clairvaux, l'arcivescovo di Magdeburgo, Norberto di Prémontré, e il re di Germania Lotario II. I pochi signori laici che inizialmente avevano sostenuto Anacleto, abbandonarono a poco a poco la sua causa, ritenendola persa e solo Ruggero II, che da Anacleto aveva ricevuto la corona in cambio del suo appoggio, rimase dalla sua parte fino alla fine. Sebbene Anacleto fosse stato in grado mantenere il controllo della città di Roma e del Patrimonio di San Pietro fino alla sua morte, avvenuta nel gennaio 1138, il suo successore si affrettò a sottomettersi ad Innocenzo II, che ora viene visto come il legittimo papa.